# Чо Ён Чхоль (дзюдоист)
Чо Ён Чхоль (кор. 조용철?, 趙容澈?, р.7 мая 1961) — южнокорейский дзюдоист, чемпион мира, призёр Олимпийских игр.

## Биография
Родился в 1961 году. В 1984 году стал бронзовым призёром Олимпийских игр в Лос-Анджелесе. В 1985 году выиграл чемпионат мира. В 1986 году стал серебряным призёром Азиатских игр. В 1988 году стал бронзовым призёром Олимпийских игр в Сеуле.